# Lars Thiesgaard
Lars Junker Thiesgaard (født 7. marts 1959 i Sønderborg) er en dansk skuespiller, lydbogsindlæser, tegnefilmsdubber og dialoginstruktør. Han er krediteret for mere end 700 dubbingroller, og er dermed den person i Danmark, der har dubbet flest roller, heriblandt Pumba fra Løvernes Konge, Grisling, Scooby Doo, Sorteper og Yoda som hans mest kendte.
Han er uddannet skuespiller fra Odense Teater i 1983. Thiesgaard arbejder med bl.a. eftersynkronisering af udenlandske tegnefilm og indlæsning af lydbøger. Han lægger også stemme til mange tv-reklamer, f.eks. Lotto-reklamerne.
Han har desuden været instruktør på stemmelægningen af en lang række animationsfilm og -serier, heriblandt Anastasia, Aladdin, LEGO-filmene (LEGO Filmen, LEGO Filmen 2, LEGO Batman Filmen og LEGO Ninjago Filmen), samtlige Disney- og Pixarfilm, Shrek og Shrek 2.
Han medvirkede også i et afsnit af komedieserien Klovn, som Franks læge, der sniffer kokain.
Thiesgaard er endvidere tilknyttet lydbogsforlaget Momo - Skuespillernes Lydbogsværksted, hvor han har indlæst flere lydbøger. Han er også med i den sønderjyske komikerduo Kalle og Kloj.
Han er flere ganget blevet interviewet af mange mennesker, og fortæller om dubbing. I 2021 holdt han foredraget Manden med de 1000 stemmer rundt i landet. I 2023 var han klar med foredraget Manden med de 1000 anekdoter.

## Hæder
I 1993 modtog han prisen for den bedste versionering af Løvernes Konge.

## Filmografi

### Film
| År   | Titel                                           | Rolle                                          |
| ---- | ----------------------------------------------- | ---------------------------------------------- |
| 1988 | Oliver & Co.                                    | Rocky                                          |
| 1989 | Den Lille Havfrue                               | Prins Erik                                     |
| 1992 | Aladdin                                         | Prins Achmed                                   |
| 1994 | Løvernes Konge (og live-action filmen fra 2019) | Pumba                                          |
| 1995 | Toy Story                                       | Sergent og Rumvæsen                            |
| 1998 | Løvernes Konge 2: Simbas stolthed               | Pumba                                          |
| 2001 | Shrek                                           | Magiske Spejl, Kagemand                        |
| 2002 | Harry Potter og Hemmelighedernes Kammer         | Arthur Weasley                                 |
| 2004 | Shrek 2                                         | Magiske Spejl, Kagemand                        |
| 2004 | Løvernes Konge 3: Hakuna Matata                 | Pumba                                          |
| 2004 | Harry Potter og Fangen fra Azkaban              | Arthur Weasley                                 |
| 2005 | Harry Potter og Flammernes Pokal                | Arthur Weasley                                 |
| 2005 | Walter og Trofast - Det store grøntsagskup      | Biroller                                       |
| 2006 | Garfield 2                                      | Mr. Hobbs                                      |
| 2007 | Shrek den Tredje                                | Kagemand                                       |
| 2008 | Wall-E                                          | M-O                                            |
| 2017 | LEGO Batman Filmen                              | Captain Boomerang                              |
| 2017 | Filmen om Kaptajn Underhyler                    | Professor Prutpotte                            |
| 2018 | Jakob og Peterplys                              | Grisling, biroller                             |
| 2019 | LEGO Filmen 2                                   | Abraham Lincoln, Betjent Skrible, Chokoladebar |
| 2019 | Toy Story 4                                     | Rumvæsnerne                                    |
| 2020 | Scoob!                                          | Scooby Doo                                     |

### TV
| År        | Titel                                                | Rolle                                                   |
| --------- | ---------------------------------------------------- | ------------------------------------------------------- |
| Ukendt    | Looney Tunes                                         | Den Tasmanske Djævel, Marvin Marsmand og Mr Swackhammer |
| Ukendt    | Max og Mule                                          | Sorteper                                                |
| Ukendt    | Kappa Mikey                                          | Ozu                                                     |
| Ukendt    | Mumitroldene                                         | Øvrig medvirkende                                       |
| Ukendt    | Smølferne                                            | Gargamel                                                |
| 1987      | Rip, Rap og Rup på eventyr                           | Georg Gearløs                                           |
| 1990      | Chip & Chap: Nøddepatruljen                          | Monty Mus                                               |
| 1991      | TinTins Eventyr                                      | Dupond, Dupont, General Alcazar                         |
| 1992      | Dastardly og Muttley i deres flyvende maskiner       | Dan Døgenigt                                            |
| 1992      | Familien Flintstone                                  | Barney Småsten                                          |
| 1992      | Familien Jetson                                      | Dennis og Hr. Rumbold                                   |
| 1992      | Luftens Helte                                        | Don Karnage, Vildkat, Hotdog                            |
| 1992      | Familien Addams                                      | Pugsley Addams                                          |
| 1993      | Kong Arthur (King Arthur and The Knights of Justice) | Lord Hugorm                                             |
| 1993      | James Bond Jr.                                       | James Bond Jr.                                          |
| 1993      | Top Cat                                              | Top Cat                                                 |
| 1994      | Batman: The Animated Series                          | Jokeren                                                 |
| 1994      | Mumitroldene                                         | Polimester, vagt, krybet                                |
| 1995      | Ko og Kylling                                        | Den Røde Fyr                                            |
| 1995      | Timon & Pumba                                        | Pumba                                                   |
| 1996      | Pinky og Brain                                       | Pinky                                                   |
| 1996      | Space Jam                                            | Den Tasmanske Djævel, Marvin Marsmand, Mr Swackhammer   |
| 1996      | Superman: The Animated Series                        | Superman                                                |
| 1997      | What A Cartoon!                                      |                                                         |
| 1997      | Johnny Bravo                                         | Johnny Bravo                                            |
| 1998      | Dexters Laboratorium                                 | Dexter                                                  |
| 1998      | Powerpuff Pigerne                                    | Professor Utonium                                       |
| 1999      | Jeg Er Væsel                                         | Den Røde Fyr                                            |
| 1999      | Byggemand Bob                                        | Byggemand Bob                                           |
| Ukendt    | Fremtidens Batman                                    |                                                         |
| 2001      | Justice League                                       | Superman, Jokeren, biroller                             |
| 2001      | Mumitroldene - Jul i Mumidalen                       | Mumi                                                    |
| 2004      | Scooby-Doo!, Hvor er du?                             | Scooby-Doo                                              |
| 2005      | Camp Lazlo                                           | Spejderfører Lumpus                                     |
| 2005      | Den amerikanske drage: Jake Long                     | Professor Rockwood                                      |
| 2006      | Robotboy                                             | Dr. Kamikazi, Kamikaze                                  |
| 2006      | Kappa Mikey                                          | Ozu                                                     |
| 2008-2020 | Star Wars: The Clone Wars                            | Yoda, Grievous                                          |
| 2009      | Batman: Den tapre og modige                          | Jokeren, biroller                                       |
| 2011      | Ninjago                                              | Clutch Powers                                           |
| 2012      | Gravity Falls                                        | Ford, Cthreelu                                          |
| 2014      | Vi' bare bjørne                                      | Chloes far, Fortæller, Charlie, biroller                |
| 2016      | Milo Murphys lov                                     | Balthazar Cavendish, Scott                              |
| 2017      | DuckTales                                            | Georg Gearløs, Fætter Vims                              |
| 2020      | Star Wars: De hårde hunde                            | Gobi Glie, Mas Amedda, øvrig medvirkende                |

### Videospil
| År   | Titel                                                              | Rolle                           |
| ---- | ------------------------------------------------------------------ | ------------------------------- |
| 1997 | Panik på LEGO Øen                                                  | Fortæller                       |
| 1997 | Pixeline: på bedstemors loft                                       | Bedstefar, hr. Dille og Isbjørn |
| 2001 | Pixeline: fuld af fis og ballade                                   | Uspecificeret                   |
| 2002 | Pixeline: Kong Gulerod                                             | Uspecificeret                   |
| 2003 | Pixeline: I det vilde Westen                                       | Fortæller                       |
| 2004 | Pixeline: Hotel Skrottenborg                                       | Pip                             |
| 2004 | Sly 2: Band Of Thieves                                             | Murray                          |
| 2005 | Sly 3: Honor Among Thieves                                         | Murray                          |
| 2005 | Pixeline: Stjernestøv                                              | Pip                             |
| 2006 | Pixeline: i Pixieland                                              | Pip                             |
| 2007 | Pixeline: Magi i Pixieland                                         | Pip                             |
| 2008 | Pixeline Skolehjælp: Lær om Førstehjælp – Det lille bjørnehospital | Pip og dr. Bjørn                |
| 2008 | Pixeline: Drager over Pixieland                                    | Pip                             |
| 2010 | Pixeline: Jungleskatten                                            | Fortæller                       |
| 2013 | Sly Cooper: Thieves in Time                                        | Murray                          |
| 2019 | Billies Bedste Børneapp                                            | Alle                            |